# 龙塘诗社
龙塘诗社，位于中国广东省佛山市禅城区文明里，为清代佛山本地文人以诗文会友雅集的场所。1998年4月30日，列入佛山市文物保护单位。